# Schröpfschnepper

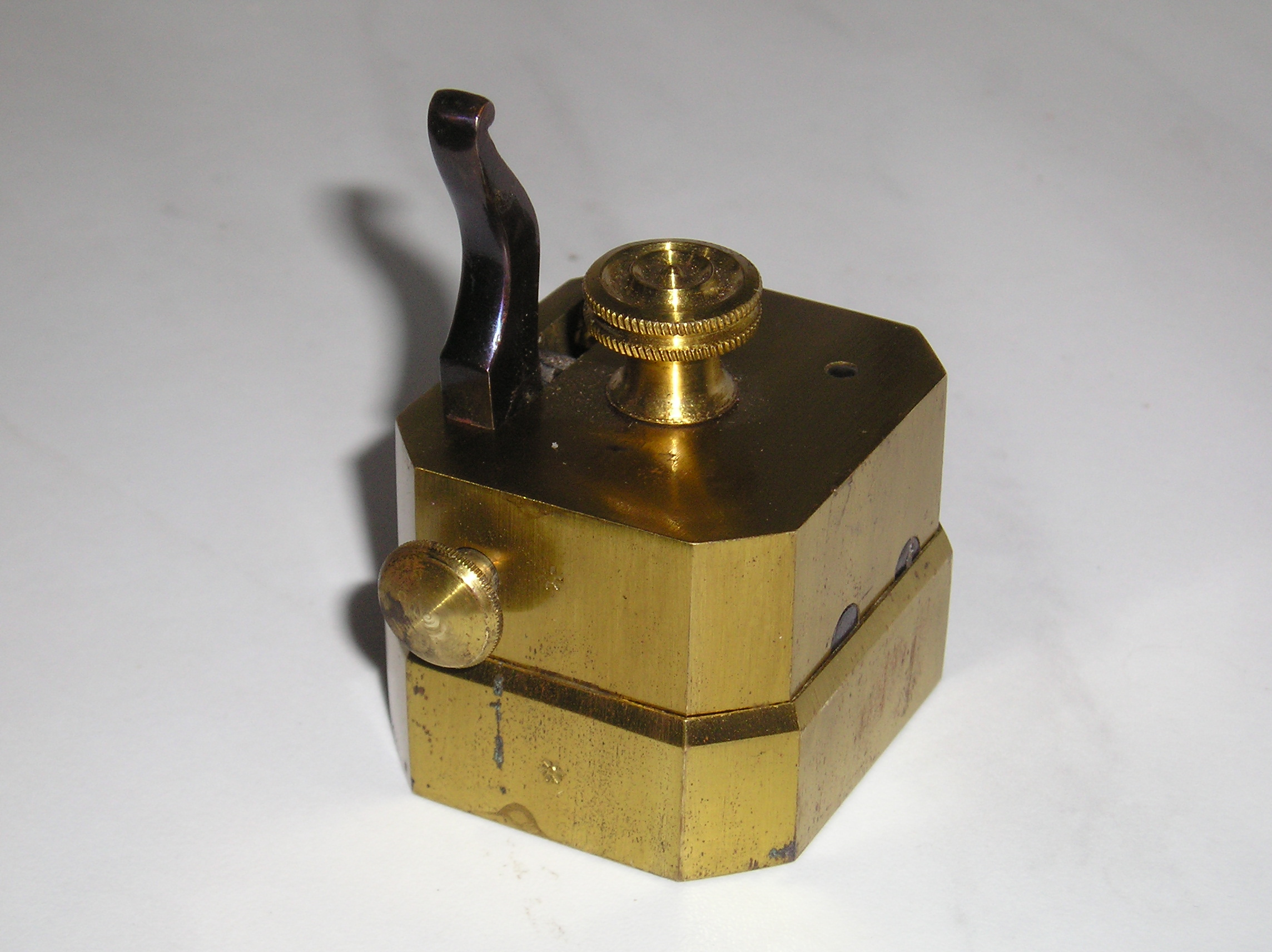
Schröpfschnepper aus dem 19. Jahrhundert. Oben der Hebel zum Spannen und der Drehknopf für die Schnitttiefenverstellung, vorne der Auslöser

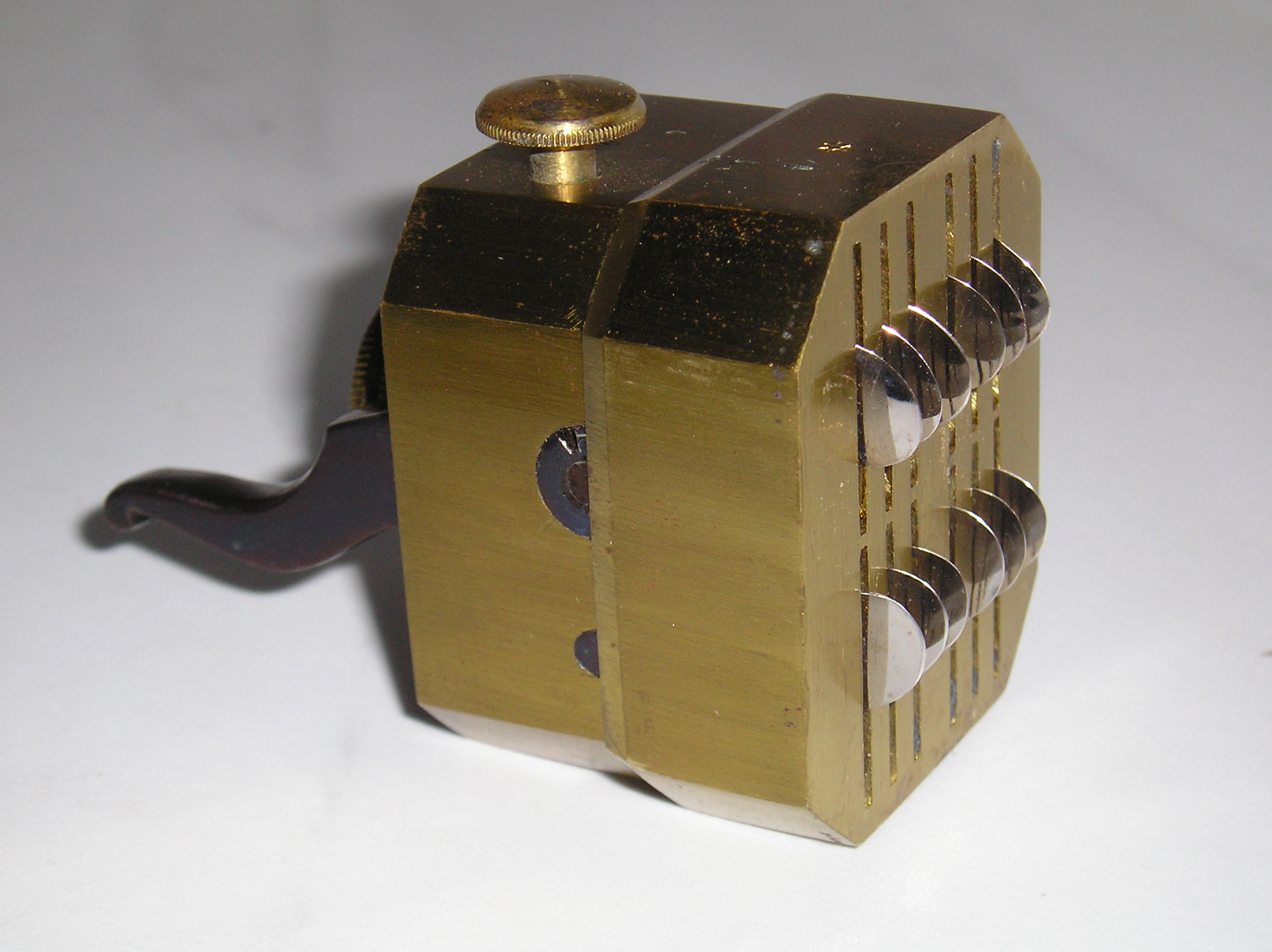
Unterseite desselben Schneppers. Die 12 Klingen sind in halb gespannter (ausgefahrener) Stellung eingerastet

Ein Schröpfschnepper, oft auch kurz als Schnepper bezeichnet, ist ein Gerät zum Anritzen der Haut beim Schröpfen oder auch beim Aderlass.

## Technischer Aufbau und Funktionsweise
Ein Schröpfschnepper besteht meist aus einer quaderförmigen, achteckigen oder auch zylindrischen Messingkapsel, in der sich mehrere  horizontale Wellen befinden. Die Wellen tragen jeweils  mehrere kleine Lanzetten aus Stahl. Mit Hilfe eines Hebels können die Wellen um ihre Achse gedreht werden, wobei gleichzeitig eine Feder gespannt wird. Im gespannten Zustand wird der Mechanismus automatisch verriegelt. Sowohl im gespannten als auch im ungespannten Zustand befinden sich die Klingen vollständig innerhalb der Kapsel. Nach dem Aufsetzen der Kapsel auf die Haut wird die Verriegelung per Knopfdruck gelöst und die Wellen drehen sich schnell in ihre Ruhelage zurück. Dabei beschreiben die Klingen eine kreisbogenförmige Bahn, wobei sie aus der Kapsel herausschwenken, die darunter befindliche Haut einritzen und dann wieder in der Kapsel verschwinden.
Spätere Schnepper besaßen eine Schraube, mit deren Hilfe der Boden der Kapsel verschoben und somit die Schnitttiefe eingestellt werden konnte. Zudem konnte bei manchen Schneppern der Mechanismus auch in halb gespannter Stellung, also mit ausgeschwenkten Lanzetten, einrasten.

## Geschichte
Die ersten Schröpfschnepper wurden im 15. Jahrhundert entwickelt, um das Anritzen der Haut schneller und damit auch schmerzloser durchführen zu können. Ihre weiteste Verbreitung erfuhren die Schnepper im 19. Jahrhundert. Heute werden sie in der Medizin nicht mehr eingesetzt, da der innen liegende Mechanismus nur schwer zu reinigen ist und somit leicht Krankheitserreger übertragen werden können.
Zugrunde liegt der „Schröpfmechanismus“ des Blutegels, mit dessen drei Schneide-Zähnen er die Haut des Opfers anritzt, um dann Blut zu saugen. Ein Aderlass ist die Nachahmung dieses Vorganges mit technischen Mitteln.